# Толстяково
Толстяково — деревня в Московской области России. Входит в городской округ Солнечногорск. Население — 401 чел. (2010).
Один из двенадцати волнистых клиньев, изображённых на гербе и флаге сельского поселения, символизирует деревню Толстяково, как входящую в число крупных населённых пунктов муниципального образования.

## География
Деревня Толстяково расположена на севере Московской области, в северной части округа, примерно в 11 км к северу от центра города Солнечногорска, с которым связана прямым автобусным сообщением. В деревне 4 улицы — Зелёная, Карьерная, Огородная и Полевая, приписано 2 садоводческих товарищества. Западнее протекает река Сестра и проходит Екатерининский канал. Ближайшие населённые пункты — деревни Мерзлово, Новое, Новый Стан и Сергеевка.

## Население
| 1852 | 1890 | 1899 | 1926 | 1932 | 1966 |
| ---- | ---- | ---- | ---- | ---- | ---- |
| 107  | ↘93  | ↗140 | ↗203 | ↗245 | ↘119 |
| 1998 | 2002 | 2010 |      |      |      |
| ↗423 | ↘389 | ↗401 |      |      |      |

## История
В середине XIX века — деревня 1-го стана Клинского уезда Московской губернии в 70 верстах от столицы и 15 верстах от уездного города, между Дмитровским трактом и шоссе, с 17 дворами. Принадлежала подпоручику Ивану Андреевичу Подгорецкому, крестьян 47 душ мужского пола и 60 душ женского.
По данным на 1890 год — деревня Солнечногорской волости Клинского уезда с 93 душами населения, в 1899 году — деревня Вертлинской волости Клинского уезда, проживало 140 жителей.
В 1913 году — 25 дворов.
По материалам Всесоюзной переписи населения 1926 года — центр Толстяковского сельсовета Вертлинской волости Клинского уезда в 10,7 км от станции Подсолнечная Октябрьской железной дороги, проживало 203 жителя (105 мужчин, 98 женщин), насчитывалось 43 крестьянских хозяйства.
С 1929 года — населённый пункт в составе Солнечногорского района Московского округа Московской области. Постановлением ЦИК и СНК от 23 июля 1930 года округа как административно-территориальные единицы были ликвидированы.
1929—1954 гг. — деревня (с 1939 — центр) Мерзловского сельсовета Солнечногорского района.
1954—1957, 1960—1963, 1965—1994 гг. — деревня Вертлинского сельсовета Солнечногорского района.
1957—1960 гг. — деревня Вертлинского сельсовета Химкинского района.
1963—1965 гг. — деревня Вертлинского сельсовета Солнечногорского укрупнённого сельского района.
С 1994 до 2006 гг. деревня входила в Вертлинский сельский округ Солнечногорского района.
С 2005 до 2019 гг. деревня включалась в Смирновское сельское поселение Солнечногорского муниципального района.
С 2019 года деревня входит в городской округ Солнечногорск, в рамках администрации которого относится с территориальному управлению Смирновское.